# Морин, Джереми
Джереми Морин (англ. Jeremy Morin; 16 апреля 1991, Оберн, США) — американский хоккеист, правый нападающий.
Выступал за «Китченер Рейнджерс» (ОХЛ), «Чикаго Блэкхокс», «Рокфорд Айсхогс» (АХЛ), «Коламбус Блю Джекетс».
В чемпионатах НХЛ сыграл 82 матча (10+12), в турнирах Кубка Стэнли — 2 матча (0+0).
В составе национальной сборной США участник чемпионата мира 2015 (10 матчей, 0+0). В составе молодёжной сборной США, участник чемпионатов мира 2010 и 2011. В составе юниорской сборной США, участник чемпионатов мира 2008 и 2009.
Достижения
- Бронзовый призёр чемпионата мира (2015)
- Победитель молодежного чемпионата мира (2010), бронзовый призёр (2011)
- Победитель юниорского чемпионата мира (2009), бронзовый призёр (2008)
- Победитель мирового кубка вызова (2008)

## Ссылка
- Профиль на Eliteprospects (англ.)